# TKS (espaçonave)

Visão esquemática da espaçonave TKS

A espaçonave TKS (11F72), de Транспортный корабль снабжения em russo, que significa Espaçonave de Transporte e Abastecimento, foi uma espaçonave construída pela União Soviética ao final dos anos 60, para efetuar voos de reabastecimento da estação espacial Almaz.

## Módulos
A espaçonave TKS é constituída por dois módulos podendo operar de forma independente:
- A espaçonave VA, conhecida no ocidente como espaçonave Merkur, era usada pelos astronautas.
- O Bloco Funcional de Carga, levava os motores e equipamentos de controle, além da carga útil.